# Kitchen (film, 1997)
Pour les articles homonymes, voir Kitchen.
Pour plus de détails, voir Fiche technique et Distribution.
Kitchen (我愛廚房, Wǒ ài chúfáng) est un film hongkongais réalisé par Yim Ho, sorti en 1997.

## Synopsis
Louie, un coiffeur, et sa mère transgenre prennent sous leur aile Aggie, une jeune fille déprimée.

## Fiche technique
- Titre : Kitchen
- Titre original : Wǒ ài chúfáng (我愛廚房)
- Réalisation : Yim Ho
- Scénario : Terence Lai, Yim Ho et Banana Yoshimoto
- Musique : Yoshihide Ōtomo
- Photographie : Poon Hang-sang
- Montage : Poon Hung
- Production : Raymond Chow, Akira Morishige et Yōkichi Ohsato
- Société de production : Amuse, Golden Harvest Company, Harvest Crown et Hong Kong Pineast Pictures
- Pays :  Hong Kong et  Japon
- Genre : Drame et romance
- Durée : 124 minutes
- Dates de sortie : 
  -  Hong Kong : 13 décembre 1997

## Distribution
- Jordan Chan : Louie
- Yasuko Tomita : Aggie
- Law Kar-ying : Emma
- Karen Mok : Jenny
- Siu-Ming Lau : M. Chiu
- Koon-Lan Law : Chika

## Distinctions
Le film a été présenté en sélection officielle en compétition lors de Berlinale 1997.